# Хром(II)-хидроксид
Хром(II)-хидроксид је хидроксид хрома хемијске формуле Cr(OH)2, где је оксидациони број хрома +2. Назива се још и хромо-хидроксид.

## Добијање
Добија се дејством алкалних хидроксида на соли двовалентног хрома.

## Својства
Хромо-хидроксид је жутомрка чврста супстанца, која се на ваздуху брзо оксидује. При загревању се распада:
{\displaystyle \mathrm {2Cr(OH)_{2}\longrightarrow \;Cr_{2}O_{3}+H_{2}O+H_{2}} }